# 549185 Herczeg
549185 Herczeg este o planetă minoră (asteroid) din centura de asteroizi. A fost descoperită pe 6 martie 2011 la Piszkéstetői Obszervatórium⁠(d) de . 
Obiectul prezintă o orbită caracterizată de o semiaxă mare de 3,1680429306628 UAi, o excentricitate de 0,21121518659646, o înclinație de 29,144460347948 ° în raport cu ecliptica.